# 聖胡安 (因蒂布卡省)
聖胡安（西班牙語：San Juan），是洪都拉斯的城鎮，位於該國西部，由因蒂布卡省負責管轄，始建於1878年，面積177.29平方公里，海拔高度1,157米，2001年人口8,879，人口密度每平方公里50.08人。
14°24′0″N 88°25′0″W / 14.40000°N 88.41667°W